# Mariano Yela
Mariano Yela Granizo (Madrid, 2 de marzo de 1921-5 de noviembre de 1994) fue un psicólogo y filósofo español.

## Biografía
Mariano Yela Granizo nació el 2 de marzo de 1921, en el n.º 34 de la calle Zurita, en el madrileño barrio de Lavapiés, y vivió durante su infancia en el n.º 12 de la calle Torrecilla del Leal, en el mismo castizo barrio. De padre obrero y madre portera, esa infancia fue tan difícil como satisfactoria, tal como la recordaba él mismo en su autobiografía. Muy pronto desarrolló una intensa afición por la lectura, y comenzó a destacar en las clases del colegio "Andrés Manjón" de la plaza de Lavapiés. 
A los 14 años fue seleccionado como alumno superdotado, recibiendo una beca del Ayuntamiento de Madrid para poder seguir estudiando. Todo se alteró bruscamente, meses más tarde, con la Guerra Civil. Tras ella tuvo que compaginar sus estudios con infinidad de trabajos para ayudar a su familia (desde camarero a mozo de carga, ayudante mecánico, auxiliar de oficina, y profesor particular). Aun así, completó el Bachillerato -en el Instituto de San Isidro- y el Examen de Estado en tan solo tres años, con la calificación de Premio Extraordinario. En esos tres años se forjó definitivamente su vocación: "estudiar al hombre, por todos los caminos posibles".
Y así lo hizo. Continuando con sus numerosos trabajos (auxiliar administrativo, taquimecanógrafo, profesor aquí y allá...), y encontrando tiempo para viajar por toda España "comiendo y durmiendo donde Dios quería", en 1945 se licenció en Filosofía y Letras en la Universidad Central de Madrid, también con Sobresaliente y Premio Extraordinario. 
Gracias a ello recibió una de las becas a los 5 mejores expedientes universitarios para ampliar estudios en Estados Unidos, donde permaneció tres años, entre las Universidades de Washington y Chicago (1945-1948). Antes de regresar a España amplió estudios en diversas Universidades de Gran Bretaña, Francia, Bélgica y Alemania, trabajando con ilustres psicólogos como  Thurstone (colaborador de Thomas Alba Edison),  Cronbach, Rogers, Burt, Bartlett, Köhler,  Piaget, y filósofos como  Heidegger (1948-1952).
Bien pudo quedarse en el extranjero, con más medios y posibilidades de investigar, pero volvió. El apego a su país y a su ciudad natal pesaron más y "sensata o quijotescamente" (en sus propias palabras) volvió. Y de regreso a España, en 1952, se doctoró en Filosofía y Letras también con Premio Extraordinario, ganó la cátedra que luego desempeñaría durante más de 30 años, siempre en su querida ciudad natal, estrechó amistad con los más insignes filósofos españoles (Ortega, Zubiri, Marañón...), y comenzó a desarrollar una intensa tarea institucionalizadora de la Psicología en nuestro país, a la que los psicólogos debemos tanto, y que con frecuencia le mantendría apartado de su verdadera vocación de estudio. 
En 1955 se casó con Mª Concepción García Morán, también madrileña, con la que tuvo 5 hijos, todos ellos nacidos en Madrid (dos de ellos también psicólogos, María y Carlos). Tras vivir en distintos lugares de la capital, se instaló en el n.º 2 de la calle Hilarión Eslava, en el  barrio de Argüelles, en donde vivió desde 1959 hasta 1976, año en que se trasladó definitivamente a las afueras, en Puerta de Hierro, donde residió hasta su fallecimiento en 1994. En 1987 recibió la jubilación entre premios y homenajes, pero ello no significó sino una intensificación de su trabajo, como puede apreciarse en su curriculum. Ese mismo año fue nombrado Profesor Emérito, cargo que desempeñaría hasta la mañana del 26 de octubre de 1994, en que estando trabajando en su despacho sufrió un fuerte infarto que acabaría con su vida pocos días después, en el  Hospital Ramón y Cajal de Madrid (el 5 de noviembre de 1994).

## Labor científica
Publicó cerca de 350 obras, entre libros (14 propios y cerca de 40 en colaboración), capítulos, artículos, prólogos...etc, abarcando las más diversas áreas de la Psicología, desde la Epistemología y Filosofía de la Ciencia, a la Psicometría, pasando por la Psicología de la Inteligencia, de la Percepción, del Trabajo, de la Educación, de la Vejez, la Historia de la Psicología, y ocupándose también de otros saberes humanos -como la Filosofía y la Antropología-.  Entre ellas cabe destacar: "Psicología de las Aptitudes" (Gredos, 1956), "Apuntes de Psicometría y Estadística" (UCM, 1ª ed.1957), "La técnica del análisis factorial" (Biblioteca Nueva, 1957), "Introduction à l'Analyse Factorielle" (Lovaina, 1964), "La estructura de la conducta" (Real Academia de Ciencias Morales y Políticas, 1974), "Estudios sobre inteligencia y lenguaje" (Pirámide, 1987), "El sentido de la conducta humana" (Univ. de Salamanca, 1987), "The meaning of behavior" (Plenum Press, 1987), "Cara y cruz de la inteligencia" (Univ. de Oviedo, 1990) "Pensamiento e Inteligencia" (Alhambra, 1991), "Las Ciencias Humanas" (Espasa-Calpe, 1994), o "Nuevas perspectivas en la Psicología de la Inteligencia" (Pirámide, 1995 -póstumo-).
Por otro lado, participó -y con frecuencia organizó-, en más de 60 congresos nacionales e internacionales; elaboró y/o adaptó cerca de 200 tests; dirigió más de 70 Tesis Doctorales, e impartió casi 500 cursos y conferencias a lo largo de los 5 continentes.
Entre sus aportaciones principales, está su Teoría de la Inteligencia (Teoría del continuo heterogéno jerárquico de covariación), internacionalmente reconocida y debatida. Sus textos de Psicometría, Estadística y Psicología Matemática han tenido múltiples ediciones y han sido utilizados por múltiples promociones de numerosas universidades españolas y extranjeras (fundamentalmente hispanoamericanas y belgas). Por otro lado, fue el principal introductor de la técnica del análisis factorial en España.
Mariano Yela es considerado como uno de los padres de la Psicología española, al desarrollar una intensa tarea fundacional e institucionalizadora. Ha ocupado cerca de un centenar de cargos, con frecuencia los de fundador, cofundador, miembro del Patronato y director de multitud de instituciones psicológicas dentro y fuera de España (entre ellas la fundación y presidencia de la Sociedad Española de Psicología, o la pertenencia a la Real Academia de Ciencias Morales y Políticas, y a la Academia de Ciencias de Nueva York).
Finalmente, recibió decenas de premios, distinciones y homenajes, entre ellos la "Cátedra Francqui" de Bélgica (1961); la Medalla de Honor de la Universidad de Lovaina (Bélgica, 1962); la Medalla de Plata del Ayuntamiento de Madrid (1975); el Premio Nacional de Filosofía (1977); las Medallas de Honor de la Universidad Pontificia de Salamanca y de la Complutense de Madrid (1987); el Doctorado "Honoris Causa" por la Universidad Pontificia de Salamanca (1987) y la Universidad de Oviedo (1990); diversos libros de homenaje en vida (de la UPS y la UCM, 1987-1992), la Mención de Honor del Colegio Oficial de Psicólogos (1994), diversos homenajes póstumos (en las Universidades Complutense y Autónoma de Madrid, 1994), y la Gran Cruz de Alfonso X el Sabio (por Real Decreto, a título póstumo, 1995).